# Peypin-d’Aigues
Peypin-d’Aigues – miejscowość i gmina we Francji, w regionie Prowansja-Alpy-Lazurowe Wybrzeże, w departamencie Vaucluse.
Według danych na rok 2005 gminę zamieszkiwało 586 osób, a gęstość zaludnienia wynosiła 34 osoby/km² (wśród 963 gmin regionu Prowansja-Alpy-W. Lazurowe Peypin-d’Aigues plasuje się na 522. miejscu pod względem liczby ludności, natomiast pod względem powierzchni na miejscu 549.).

## Populacja

Populacja Peypin-d’Aigues w latach 1962-2008